# Yosemite West
Yosemite West è un census-designated place ed una comunità non incorporata degli Stati Uniti d'America, situato in California, nella Contea di Mariposa.